# 花柄 (模様)

花弁を幾何学的に抽象化した模様。
単純さを突き詰めた結果、アスタリスク（しかしこの由来は星）に近い形状になっているものもある。

花柄（はながら）は、花の形状をモチーフにした模様。
形状のみならず、実際の花の色の再現までも試みているものもある。

## 概要
衣服や小物類などに用いられる場合、プリントになっているものも多い。
なお、着物の花柄に関しては、季節に合わせたものを必ず選ぶという決まりはないという見解もある。
他には、食器や乗り物のシートに用いられることもある。

## ギャラリー

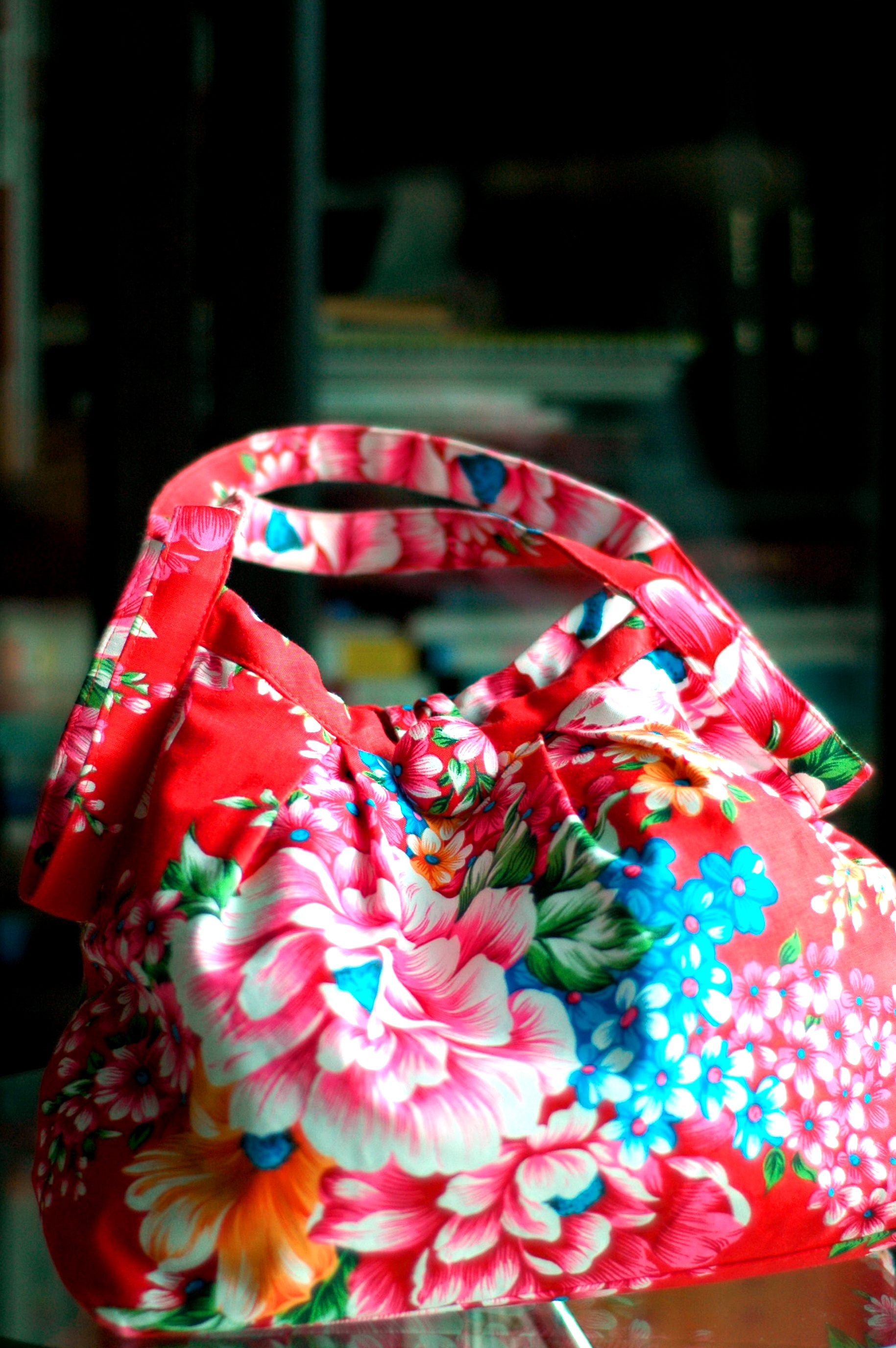
トートバッグ
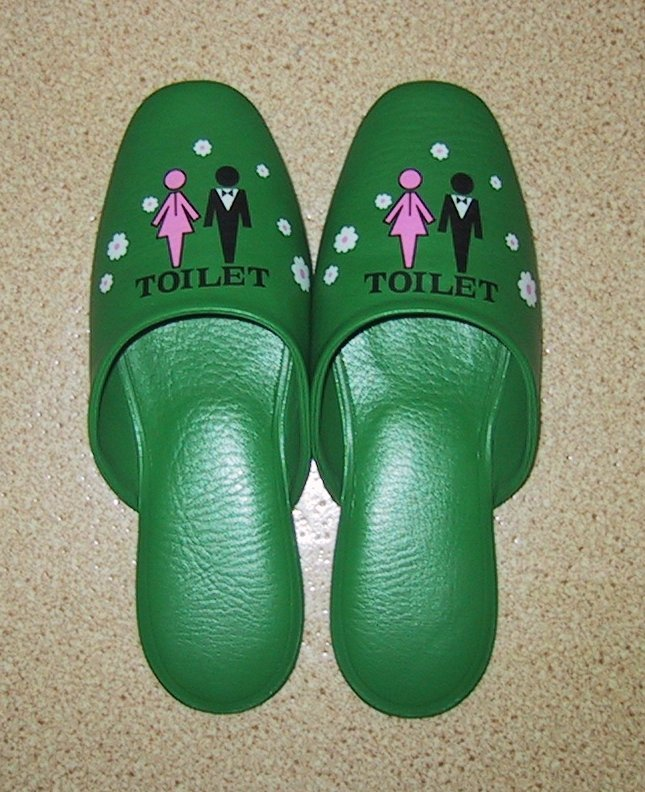
花柄をあしらったトイレ用スリッパ
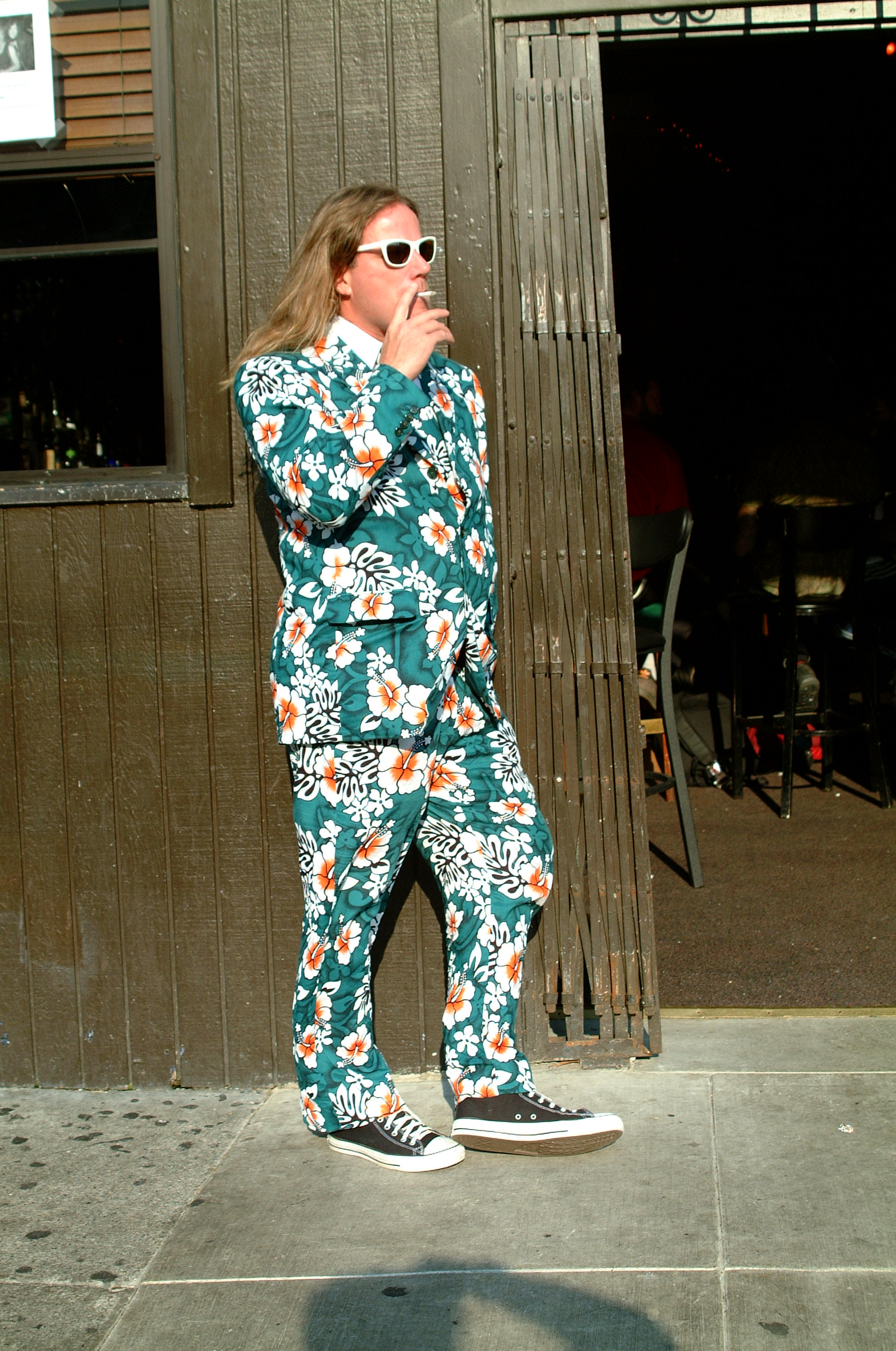
花柄スーツ
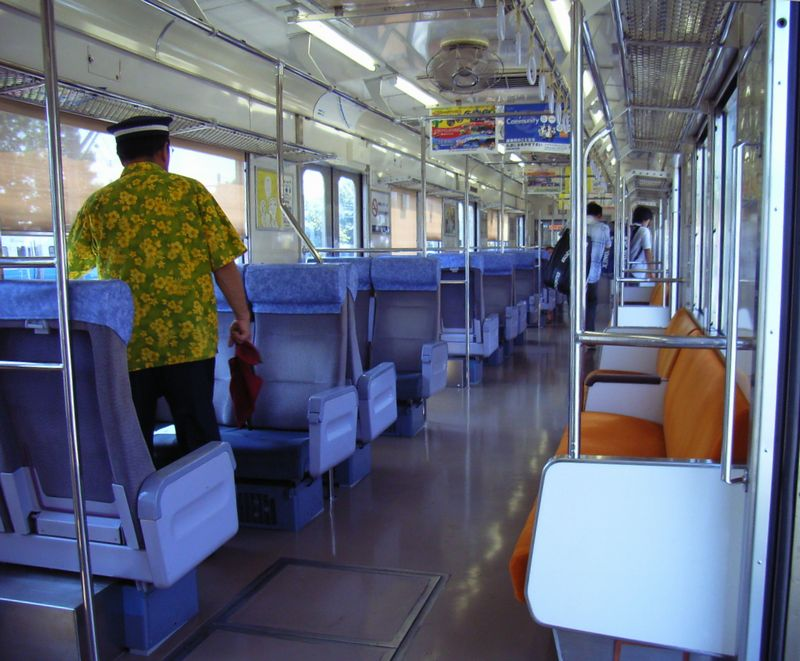
アロハシャツ（伊豆急行の職員）
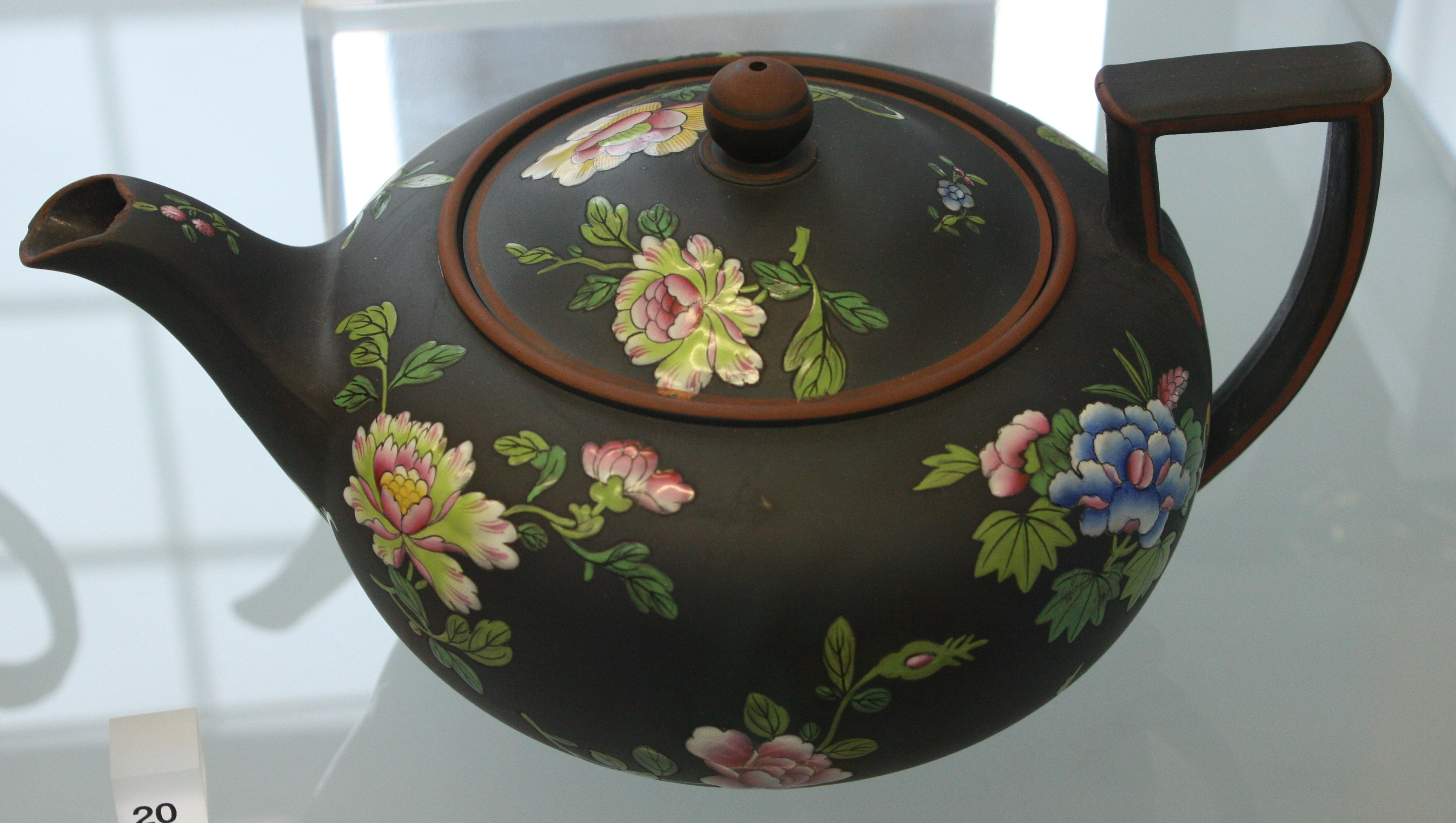
ティーポット